# Вальяно, Марк Афанасьевич
Марк Афанасьевич Вальяно (Маринос Валлианос) (греч. Μαρής Βαλλιάνος; 1808, Керамьес, остров Кефалиния — 1896, Таганрог) — греческий и российский предприниматель и судовладелец.

## Биография
Маринос Валлианос родился в 1808 году в селении Керамьес, на греческом (тогда под британским контролем) острове Кефалиния. Маринос был третьим ребёнком в семье Афанасия Валлианоса и Керасо Кампитси, у него было пятеро братьев. В 1825 году, будучи подростком, он решил работать на кораблях и стал моряком на парусном корабле . По одной из версий, корабль затонул рядом с Таганрогом и Маринос, встретив там процветающую греческую общину, решил там поселиться.
Российские власти создали благоприятную для переселения греков в Таганрог деловую атмосферу. В разное время органы городского самоуправления возглавляли греки С. Вальяно (однофамилец и земляк Панагиса, возможно и родственник), К. Г. Фоти, А. Н. Алфераки, П. Ф. Иорданов. В целом греки заняли доминирующую позицию в торговле российским зерном и стали крупнейшими зерновыми экспортёрами Причерноморья и Приазовья.
К 1840 году он уже основал свою собственную компанию «Marinos A. Valianos», основной деятельностью которой была торговля и транспортировка зерна, масла, оливкового масла, а также семян. Позже в 1840-х создал вместе со своим братом Панагисом Валлианосом компанию «Братья Валлианос» (Vagliano Bros.), которая сконцентрировала свою деятельность на торговле зерном, получая хорошую прибыль от высоких цен на зерно во время Крымской войны. Братья скупали значительную часть зерновой продукции России и были пионерами зерновых контрактов на фьючерсной бирже. Греческая историк Марианна Коромила считает самым существенным фактором коммерческого успеха Панагиса Валлианоса прорыв его кораблями блокады, установленной британским флотом.
После окончания войны, когда многие греческие коллеги Валлианосов затруднялись найти грузоотправителей из «Великих держав», компания «Братья Валлианос» вмешалась и предложила им финансирование и транспортировку на собственных судах.
Вот что писал о Марке Афанасьевиче Вальяно (русское имя Мариноса Валлианоса) историк П. П. Филевский в очерке «На берегах Тамаринды»

"Главный экспортёр и импортёр таганрогского порта Марк Афанасьевич Вальяно, или по уличному Маривальяно, сделавшийся миллионером в сравнительно короткое время, «об этом обогащении ходили разные легенды. Говорили, что он был пират и контрабандист, что в географических глобусах из-за границы кредитки фальшивые получал, что в Крымскую войну умудрялся в Турцию полушубки отправлять. Говорили также, что он разбогател благодаря счастью, смётке в коммерции и своей исключительной скупости. Он был скуп, но в то же время никогда не предъявлял векселя ко взысканию, находя, что сам виноват, что связался с недобросовестным человеком. Если замечал коммерческую жилку, охотно поддерживал своим кредитом.»

У судоходной компании Вальяно были филиалы почти во всех крупных городах и портах Азовского и Чёрного моря, в том числе в Николаеве, Мариуполе, Ростове, Новороссийске и Одессе.
В 1882 году российское правительство арестовало М. А. Вальяно по обвинению в хронической контрабанде, то есть в неуплате таможенных пошлин. В деле участвовало большое количество вовлечённых лиц, включая представителей таможни и государственных чиновников.
Как пишет тот же историк П. П. Филевский — «Дело разбиралось в Харьковской судебной палате. В ходе процесса выяснилось, что только на товарах Вальяно казна потеряла 800 тысяч рублей, но это были лишь открытые и доказанные потери, в действительности же сумма была много больше. По предъявленному Вальяно обвинению ему грозила конфискация имущества на сумму около 12 миллионов рублей, практически все его тогдашнее состояние…»
Защиту Марка Вальяно представлял столичный адвокат А. Я. Пассовер, хотя в первом варианте дело для рассмотрения было предложено знаменитому столичному юристу, выдающемуся судебному оратору Анатолию Фёдоровичу Кони, впоследствии члену Государственного совета Российской Академии наук.
После его смерти в газете «Таганрогский вестник» 26 января был помещён краткий некролог: «В ночь на 24 января скончался после продолжительной болезни известный не только в России, но и в Европе, один из крупных миллионеров экспортёров Марк Афанасьевич Вальяно, несколько десятков лет игравший среди хлебных коммерсантов Юга первенствующую роль. Скончался в глубокой старости, прожив более 90 лет».
Похоронили Марка Афанасьевича на таганрогском кладбище, рядом с могилой жены, умершей в возрасте 80 лет 28 июля 1894 года. Когда вскрыли завещание, оказалось, что все своё имущество он завещал детям, в пользу же благотворительных заведений города, в котором умер и так долго жил, «не оставил ни гроша», как выразилась одна местная газета.